# Поант Котон
Поант Котон (фр. Pointe Cotton) је рт и најисточнија тачка Африке и Маурицијуса. Налази се на 19°41‘ јгш и 63°30‘ игд.

## Географија
Рт је смештен на острву Родригез у оквиру острвске скупине Маурицијуса, у Индијском океану. Око њега су бројне пешчане плаже које су веома популарне.